# Яловський Віктор Михайлович
Ві́ктор Миха́йлович Яло́вський (1 серпня 1965 — 8 серпня 2012, Харків, Україна) — радянський та український футболіст, що виступав на позиції захисника та півзахисника. Відомий перш за все завдяки виступам у харківському «Металісті», шепетівському «Темп» та київському СКА. Майстер спорту СРСР (1988).

## Життєпис
Віктор Яловський — вихованець харківського футболу. До роботи з «дублем» «Металіста» почав залучатися у 1982 році, а 8 червня 1983 року дебютував у основному складі харків'ян у матчі проти "Ністру"замінивши на 87-й хвилині Ігоря Якубовського. У 1985 році Яловського, як і багатьох молодих футболістів за часів СРСР, було призвано до лав радянської армії, внаслідок чого він опинився у київському СКА, де протягом двох сезонів був одним з ключових футболістів. До Харкова повернувся у 1987 році, хоча й надалі виступав переважно за дубль «Металіста». Зоряним часом Яловського і всієї команди став 1988 рік, у якому харків'яни стрибнули вище голови і здобули Кубок СРСР. Після цього сезону Віктор Яловський виборов місце у «основі» та захищав кольори клубу аж до 1992 року, додавши до свого активу участь у фіналі Кубка України 1992.
Сезон 1992/93 виявився для Яловського неоднозначним — він розпочав його у кременчуцькому «Кремені», де проводив на полі аж занадто мало часу, а закінчив у запорізькому «Торпедо». Далі в кар'єрі футболіста були шепетівський «Темп», хмельницьке «Поділля», стрийська «Скала», криворізький «Кривбас» та аматорський «Кристал» з Пархомівки. Останнім клубом Яловського стала кіровоградська «Зірка», де він і закінчив кар'єру в 1998 році.
Після завершення активних виступів Віктор Яловський тривалий час не міг влаштуватися на роботу, адже не мав вищої освіти (залишив інститут, не закінчивши навчання). Певний час працював у тренерському штабі «Металіста» та футбольного клубу «Харків». Після розпаду «Харкова» влаштувався начальником служби охорони у супермаркеті. Помер 8 серпня 2012 року. За словами Руслана Колоколова, Яловський мав серцеву хворобу, що була зумовлена проблемами з судинами на ногах, які в свою чергу виникли внаслідок паління.

## Досягнення
Командні трофеї
- Володар Кубка СРСР (1): 1988
- Фіналіст Кубка України (1): 1992
- Бронзовий призер 6-ї зони другої ліги чемпіонату СРСР (1): 1986

Індивідуальні здобутки
- Майстер спорту СРСР (1988)